# Ugo Ojetti
Ugo Ojetti (Roma, 15 de julho de 1871 — Florença, 1 de janeiro de 1946) foi um escritor, crítico de arte e o mais influente jornalista italiano na era fascista. Fundador das revistas de prestígio Pegaso (1929–1933) e Pan (1933–1935).

## Obras
- Mio figlio ferroviere (1922)
- Raffaello e altre leggi (1921)
- Cose Viste (1923-1939)
- La pintura italiana del Seicento e del Settecento (1924)
- I Taccuini, 1914-1943 (1954)